# Portrait de Paul Chenavard
Portrait de Paul Chenavard est un tableau de Gustave Courbet réalisé en 1869, une peinture à l'huile conservée au musée des Beaux-Arts de Lyon.

## Historique
Courbet a représenté dans ce tableau son ami et artiste Paul Chenavard, tous deux partageant les mêmes idées politiques. Chenavard, qui était âgé de 62 ans lorsqu'il fut portraituré, représentait alors la figure du peintre intellectuel et philosophe dont la compagnie était recherchée par bon nombre d'artistes et de puissants de l'époque. Le tableau fut probablement réalisé à Munich, lorsque Chenavard présentait sa Divina tragedia, réalisée pour le Panthéon mais qui fut un échec, ce dont l'air triste donné au peintre sur ce portrait semble témoigner. Selon l'historienne de l'art Marie-Claude Chaudonneret, la pose de Chenavard s'inspire peut-être d'une petite photographie-souvenir où ce dernier apparaissait songeur, et qui contribua à lui forger une réputation de « peintre-philosophe ».
Le tableau fut présenté au musée Fabre de Montpellier lors de l'exposition consacrée à Courbet qui s'est tenue du 14 juin au 28 septembre 2008.

## Description
Dans ce tableau intimiste, Chenavard est présenté sans artifice ni contexte ; il est abondamment barbu, les cheveux clairsemés et grisonnants, la tête légèrement tournée vers la gauche du tableau, le regard . Vêtu d'un vêtement marron d'où dépasse le col d'une chemise blanche, il apparaît à la fois fatigué, mélancolique et anxieux. Les Goncourt ont vu dans ce tableau le portrait d'une « belle tête de philosophe antique, avec de la tristesse des vieux artistes aux grandes ambitions écoulées ».